# Рейнтохтер

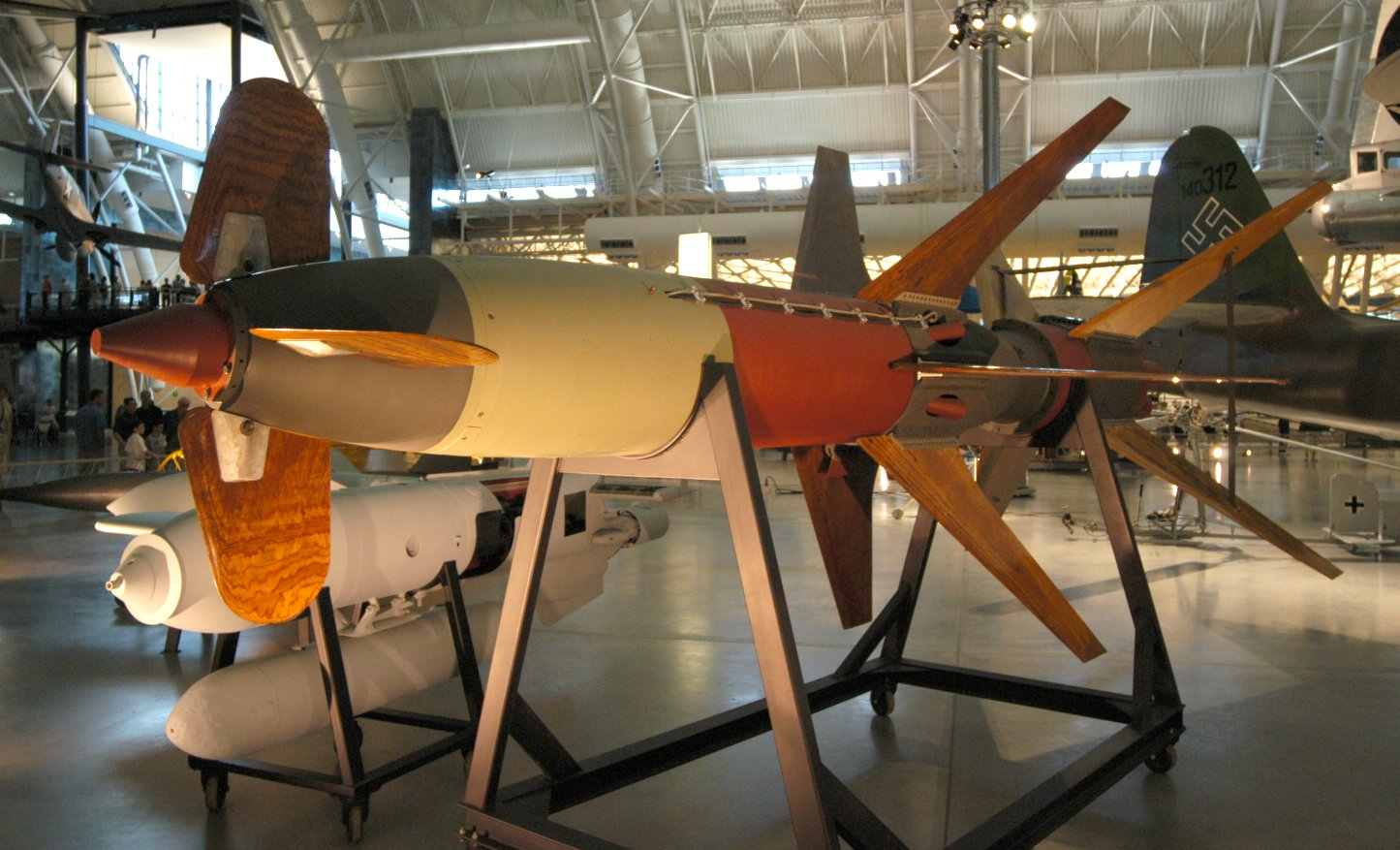
«Рейнтохтер R1» (Национальный музей авиации и астронавтики США)

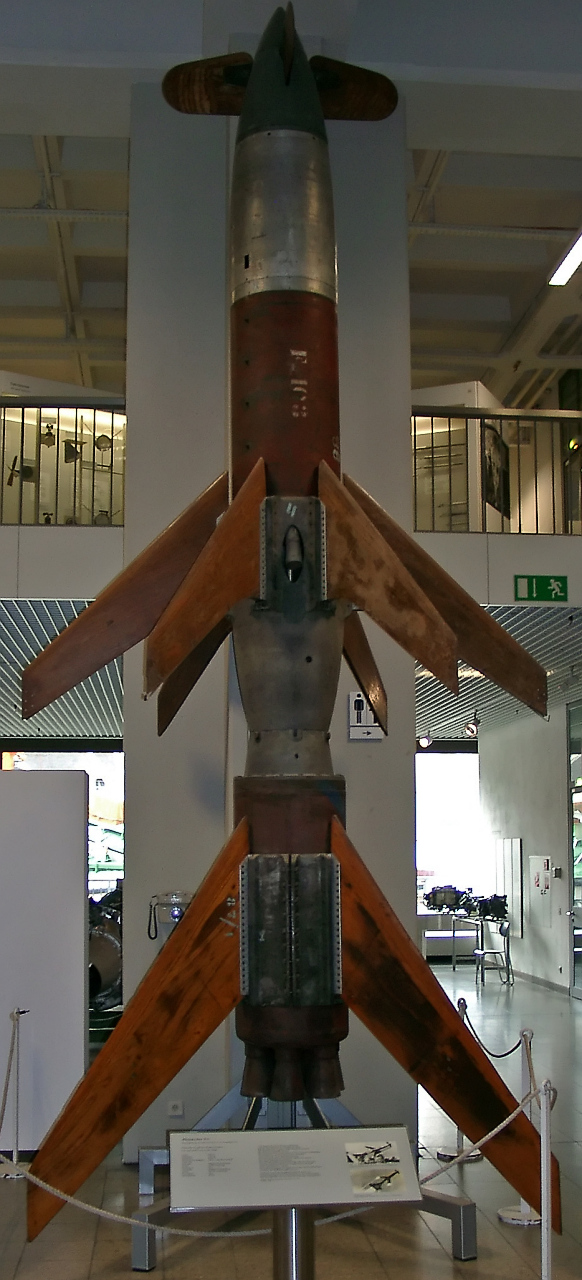
«Рейнтохтер R1» (Немецкий музей, Мюнхен). Впервые аэродинамические поверхности выполнены из конструкционной пластмассы (стеклопластики).

«Рейнтохтер» (нем. Rheintochter) — зенитная управляемая ракета, разрабатывавшаяся в Третьем рейхе в конце Второй мировой войны. Название в переводе с немецкого означает «дочь Рейна». Дочери Рейна (нем. Rheintöchter) — три нимфы из оперного цикла «Кольцо Нибелунга» Рихарда Вагнера.

## История
В конце Второй мировой войны гитлеровская Германия предпринимает попытки восстановить былое преимущество в воздухе и защититься от разрушительных бомбардировок стратегической авиации США и Великобритании за счёт новых образцов зенитного вооружения. Одной из таких попыток явилась разработка ЗУР «Рейнтохтер». В ноябре 1942 года фирма Рейнметалл-Борзиг получила заказ и приступила к разработке варианта, получившего кодовое обозначение R1. В сентябре 1944 года начались лётные испытания, которые проходили весьма успешно: из 88 пусков только 4 были неудачными. Однако проект был отвергнут: ракета достигала высоты не более 8000 м, что не позволяло поражать американский бомбардировщик B-17 «Летающая крепость» (высота полёта свыше 10 000 м). Спешно началась разработка модификации «Рейнтохтер R3», но до окончания войны успели выпустить только несколько опытных образцов.

## «Рейнтохтер R1»
Конструкция не применявшейся в боевых условиях ракеты «Рейнтохтер R1» содержала сразу несколько идей, опережавших своё время и плодотворно использовавшихся в послевоенное время многими конструкторами ЗУР разных стран, в том числе СССР.
- Ракета была первой в мировой практике двухступенчатой с поперечным разделением ступеней, ставшим классическим при проектировании ЗУР.
- Впервые была использована аэродинамическая схема «утка», нашедшая отражение во многих последующих разработках зенитных управляемых ракет.
- В противовес обычной для середины XX столетия практике, обе ступени ракеты были твердотопливными, что более характерно лишь для ракет последней четверти столетия. Однако в качестве твердого топлива были использованы обычные пороховые составы, что предопределило низкие энергетические характеристики ракет.
- Впервые в ракетной технике были широко использованы конструкционные пластмассы, в частности для изготовлении аэродинамических рулей управления, центрального и хвостового оперения.

### Характеристики 1-й ступени R1
- Длина: 2300 мм.
- Диаметр: 510 мм.
- Размах стабилизаторов: 2660 мм.
- Тяга двигателя: 73,5 кН.
- Длительность работы: 0,6 сек.

### Характеристики 2-й (маршевой) ступени R1
- Длина: 6300 мм.
- Диаметр: 540 мм.
- Размах крыльев: 2750 мм.
- Тяга двигателя: 157 кН.
- Длительность работы: 2,5 сек.

Таким образом, почти сразу после старта ракета расходует всё топливо (типичная динамика для РДТТ той эпохи) и дальше летит по инерции, с начальной скоростью 360 м/с, которая быстро убывает. Поэтому ракета не может достичь большой высоты, что и явилось причиной отказа от дальнейшей разработки этой модификации.

## «Рейнтохтер R3»
Модификация R3 принципиально отличается от R1 более мощными двигателями и большей досягаемостью по высоте: двигатель маршевой ступени — ЖРД. Компоненты топлива: визоль (горючее) и азотная кислота (окислитель). Двигатель работает в течение 55 с и развивает тягу 21,4 кН. В качестве 1-й ступени используются 2 твердотопливных ускорителя, которые закрепляются с двух боковых сторон корпуса маршевой ступени и развивают тягу 137,5 кН в течение 0,9 с. Модификация R3 достигала скорости 450—470 м/с и высоты свыше 10 000 м. Оснащалась неконтактным взрывателем. По-видимому, не сохранилось ни одного экземпляра этой модификации ракеты.